# Wayne Hsiung
Wayne Hsiung (sinh ngày 18 tháng 6 năm 1981) là người đồng sáng lập và nhà tổ chức mạng lưới quyền động vật Hành Động Trực Tiếp Ở Mọi Nơi (DxE). Trước khi thành lập DxE, Wayne là luật sư của công ty luật DLA Piper, anh là thành viên và là trợ lý giáo sư thỉnh giảng tại Trường Luật Pritzker của Đại học quốc tế Northwestern, và là nghiên cứu sinh NSF tại Viện Công nghệ Massachusetts.
Hsiung lớn lên ở Indiana, sau khi cha mẹ anh di cư từ Trung Quốc khi anh còn rất trẻ. Cha anh làm công việc liên quan đến giải phẫu sinh thể trong nhiều năm, điều này đã để lại tác động lâu dài và thúc đẩy anh trở thành một nhà hoạt động vì quyền động vật. Anh cũng bị ảnh hưởng bởi Patty Mark, một nhà hoạt động vì quyền động vật ở Úc.
Anh có hai con chó tên là Lisa và Oliver, và một con mèo tên Joan. Anh giải cứu Oliver từ Yulin, Trung Quốc nơi Oliver sẽ bị giết tại lễ hội thịt chó Yulin.

## Giáo dục
Hsiung tốt nghiệp Đại học Chicago năm 2001 và nhận học bổng tốt nghiệp của Quỹ Khoa học Quốc gia để học kinh tế tại viện Công nghệ Massachusetts, nhưng đã nghỉ sau năm đầu tiên để theo đuổi JD /PhD. Anh theo học ngành luật trường Đại học Chicago với trọng tâm là luật hành vi và kinh tế. Sau khi tốt nghiệp, Hsiung giảng dạy tại trường Luật Pritzker của Đại học quốc tế Northwestern với tư cách là trợ lý giáo sư thỉnh giảng trong một năm.
Là một luật sư, Hsiung tham gia vận động môi trường và nghiên cứu kinh tế học hành vi  với các học giả kinh tế bao gồm Eric Posner và Mark Duggan. Anh hợp tác với học giả luật hành vi và kinh tế Cass Sunstein để viết một bài phân tích về tác động của biến đổi khí hậu đối với động vật phi nhân.

## Hành động trực tiếp ở mọi nơi (DxE)
Tại DxE, Hsiung giúp tổ chức sự nổi lên của các cuộc biểu tình ở các cơ sở trong phong trào quyền động vật tập trung vào động vật được nuôi để làm thức ăn, không giống như các chiến dịch chống lông thú và chống giải phẫu sinh thể trước đó. Hsiung giúp tổ chức chiến dịch xung quanh các nhà hàng Chipotle, cáo buộc Chipotle "rửa nhân đạo".
Vào tháng 1 năm 2015, Hsiung tổ chức một cuộc điều tra " giải cứu công khai " tại một trang trại trứng được chứng nhận nhân đạo ở Petaluma, California. Trong cuộc điều tra, Hsiung và những người biểu tình Hành động trực tiếp ở mọi nơi đã đột nhập vào trang trại trứng và quay video mở rộng về chuồng gà, nơi họ tuyên bố những hành vi ngược đãi lạm dụng động vật như giới hạn không gian nơi ở quá nhỏ và chật chội, Gà bị thiếu nước và căng thẳng. Anh cũng giúp dẫn dắt một số cuộc điều tra khác, bao gồm một trang trại gà tây Whole Foods được đánh giá cao, trang trại thịt chó ở Ngọc Lâm, Trung Quốc và nhà cung cấp trứng không lồng Costco.
Vào tháng 4 năm 2016, Hsiung và hai thành viên khác của DxE bí mật đến Yulin, Trung Quốc, quê hương của lễ hội thịt chó Yulin nhằm ghi lại những sự chuẩn bị sắp tới của lễ hội, nói rằng họ đã có thể bắt được một số sự tàn bạo trên máy ảnh tại một trong những lò mổ lớn nhất trong thành phố. Hai trong số các nhà hoạt động cùng với DxE đã có thể đưa ra những đoạn phim mà họ quay được về ba con chó bị bắt làm thịt. Hsiung sau đó bị đánh và bị bắt ở Trung Quốc vì đã đưa những con chó ra ngoài.
Hsiung cũng là một phần của một số cuộc biểu tình cấp cao, đáng chú ý nhất là sự gián đoạn của trận bóng chày San Francisco Giants - LA Dodgers vào tháng 9 năm 2016 dẫn đến việc anh bị cầu thủ Giants Ángel Pagán giải quyết trên truyền hình quốc gia. Anh cũng là người phát ngôn cao cấp cho một loạt các cuộc biểu tình tại cuộc bầu cử sơ bộ Tổng thống Dân Chủ của Bernie Sanders năm 2016 về sự ủng hộ các ứng cử viên đối với ngành sữa và từ chối hỗ trợ quyền động vật chống lại lợi ích của nông nghiệp động vật.
Vào ngày 24 tháng 4 năm 2018, anh bị bắt và bị buộc tội "đe dọa tổn thương cơ thể" tại công ty Whole Foods ở Boulder, Colorado sau khi đặt câu hỏi với công ty về nguồn gốc của các sản phẩm thịt. Nhạc sĩ Moby đã đăng một video đặt câu hỏi liệu Whole Foods có "đang hỗ trợ nhà nước cảnh sát vi hiến trong đó mọi người không được phép đặt câu hỏi." 
Tháng 5 năm 2018, Hsiung và một số lượng lớn người biểu tình của Hành động trực tiếp ở mọi nơi đã vào một cơ sở của trang trại trứng Santa Rosa, giải cứu những con gà đang chết cần điều trị thú y và ghi lại video mở rộng tuyên bố rằng họ tham nhũng và lạm dụng động vật có hệ thống. Một cuộc giải cứu công khai quy mô lớn khác xảy ra vào ngày 29 tháng 9 năm 2018, khi các nhà hoạt động cố gắng giải cứu những con gà bị thương và chết tại Petaluma Poultry ở Petaluma. Ngoài ra, vào ngày 16 tháng 12 năm 2018, một cuộc biểu tình quy mô lớn tiếp theo xảy ra tại trang trại Ray Mar ở Oakdale, California nhằm phản đối chống lại những điều kiện vô nhân đạo và lạm dụng hàng ngàn con bò con bị nhốt trong các thùng thịt bê. Trước đây, họ đã ghi lại các vụ lạm dụng tại cơ sở này và trong một báo cáo điều tra do Intercept công bố, họ đã tìm thấy nhiều bê con bị đánh cắp từ bò mẹ và giữ trong các thùng nơi họ không thể quay đầu lại, đứng trong phân của chính họ, và cả hình ảnh chồng chất cái chết vì bệnh do bỏ bê. Trang trại này cung cấp cho Costco.
Sau khi được thả, Hsiung và các nhà hoạt động tiếp tục phản đối "sự bất hợp pháp của cảnh sát", mặc dù họ có quyền giải cứu công khai theo luật hình sự California 597E, Học thuyết cần thiết. Hsiung tuyên bố rằng những gì anh đang làm là hợp pháp, mang theo một tập thư mục với "ý kiến của một học giả" mà anh đã trình bày cho các chủ sở hữu và nhân viên của các cơ sở khi họ yêu cầu anh và những người biểu tình rời đi. Ý kiến khẳng định rằng một phần của luật California, 597E, cho phép mọi người giải cứu động vật bị mắc kẹt trong môi trường nguy hiểm (như chó hoặc mèo trong tòa nhà đang cháy), cũng cho phép Hsiung đột nhập vào các trang trại mà Hành động trực tiếp ở mọi nơi tin rằng đang ngược đãi động vật. Ý kiến chưa được thử nghiệm tại tòa án.
Do những hành động này, Hsiung bị truy tố tại Utah với nhiều cáo buộc bao gồm những tội (trộm cắp, trộm cắp gia súc và tham gia vào một mô hình hoạt động bất hợp pháp) và một vụ bạo loạn sai trái liên quan đến vụ "điều tra về các hành vi tàn ác với động vật" tại công ty thực phẩm Smithfield.  Nhà báo Glenn Greenwald báo cáo rằng vụ truy tố có động cơ chính trị, vì các luật sư khởi tố vụ án có quan hệ tài chính với Smithfield.

## Trung tâm Quyền Động Vật Berkeley
Năm 2017, Hsiung tham gia vào việc thành lập Trung tâm quyền động vật Berkeley, trung tâm cộng đồng đầu tiên ở Hoa Kỳ dành riêng cho quyền động vật.